# 乔迪斯·决心号

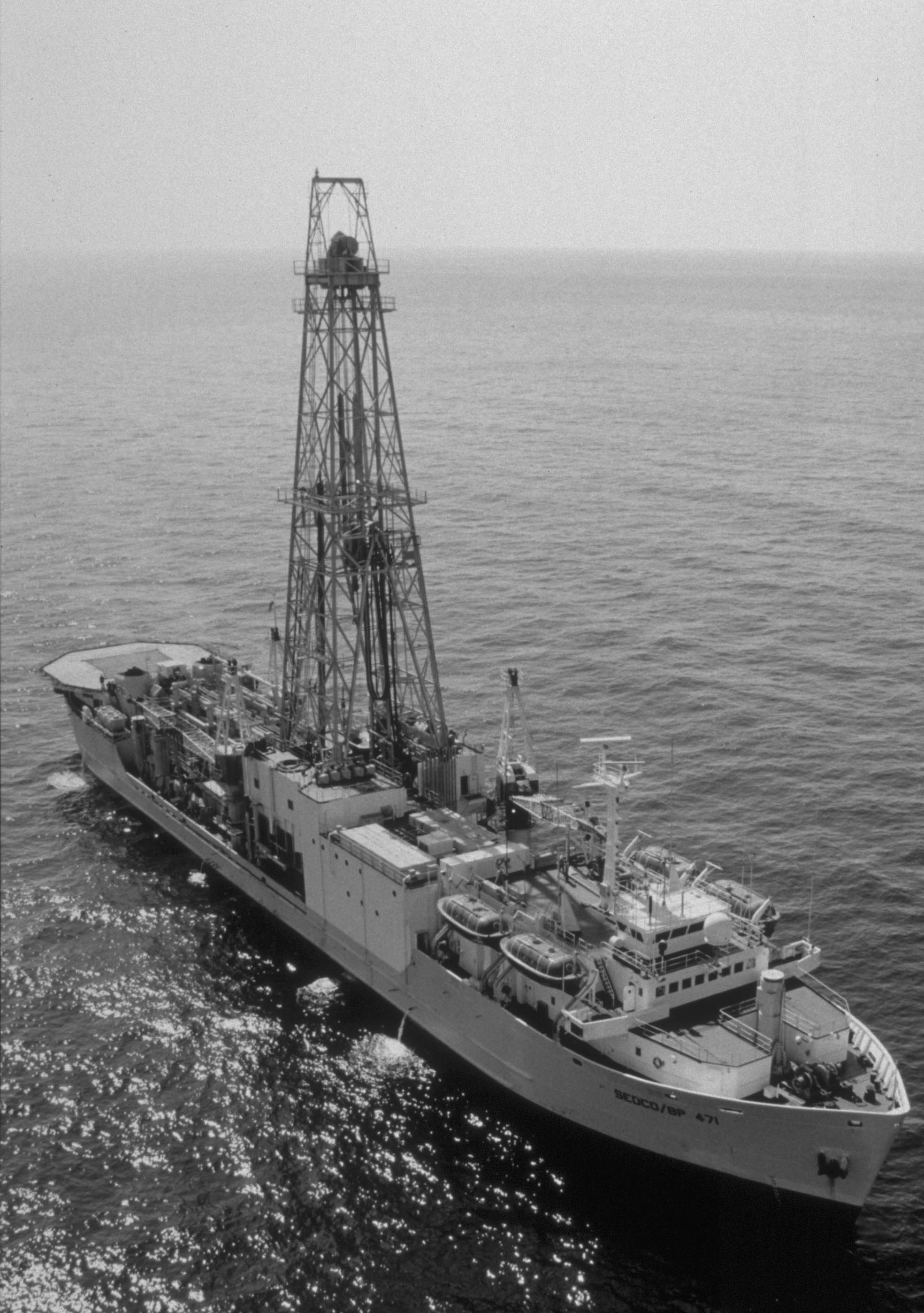
乔迪斯·决心号

乔迪斯·决心号（JOIDES Resolution）是大洋钻探计划以及综合大洋钻探计划中所使用的一艘钻探船。该船原名为“Sedco/BP 471号”,是美国Sedco公司和英国石油公司所属的一艘商用石油勘探船。后改装供大洋钻探计划使用，改名为“乔迪斯·决心号”，“乔迪斯”音译自（Joint Oceangraphic Institutions Deep Earth Sampling）的英文简称 JOIDES，“决心”（Resolution）是为了纪念18世纪英国著名探险家詹姆斯·库克率领“HRM Resolution号”探索太平洋与南极地区的冒险精神。“乔迪斯·决心号”钻探船总排水量9050吨，船长度14宽度21m，钻塔高61.5m，能操作9150m钻杆柱，其钻探能力为9150m，钻探最大水深8235m，海底下最大钻探深度为4000m左右。与先前的“格罗玛·挑战者号”相比，“乔迪斯·决心号”功率更大，稳定性更好，钻进深度更深。船上装备有12个用于动力定位的强劲推进器和提升能力达400吨的世界上最大的升降补偿装置。该船还拥有1400平方米的七层实验室，可供沉积学、岩石学、古生物学、地球化学、地球物理学等方面的分析研究。“乔迪斯·决心号”从1985年开始成为大洋钻探计划专属钻探船，到2003年9月共实施了111个航次（第100航次到第210航次）的调查，行程355781海里，足迹遍布全球各大洋，在669个站位钻了1797个钻孔，取心总数为35772个（取心长度总和35772米）。2004年，大洋钻探计划为综合大洋钻探计划所取代，“乔迪斯·决心号”继续为综合大洋钻探计划服役至今。